# Rodolfo Dubó
Rodolfo Dubó Segovia (ur. 11 września 1953 w Punitaqui) – chilijski piłkarz grający podczas kariery na pozycji pomocnika.

## Kariera klubowa
Karierę piłkarską Rodolfo Dubó rozpoczął w drugoligowym klubie Deportes Ovalle w 1974. W 1975 przeszedł do CD Palestino. W tym samym roku zadebiutował w jego barwach w chilijskiej Primera División. Z Palestino zdobył mistrzostwo Chile w 1978 i dwukrotnie Puchar Chile w 1975 i 1978. W 1983 roku przeszedł do Universidad de Chile. W latach 1985–1988 ponownie był zawodnikiem Palestino. Karierę zakończył w Lozapenco w 1989.

## Kariera reprezentacyjna
W reprezentacji Chile Dubó zadebiutował 26 stycznia 1977 w wygranym 4-0 towarzyskim spotkaniu z Paragwajem. W 1979 wziął udział w Copa América, w którym Chile zajęło drugie miejsce, ustępując jedynie Paragwajowi. W tym turnieju Dubó wystąpił w czterech meczach: w grupie z Wenezuelą, dwukrotnie w półfinale z Peru oraz w trzecim spotkaniu finałowym z Paragwajem.
W 1982 roku został powołany przez selekcjonera Luisa Santibáñeza do kadry na Mistrzostwa Świata w Hiszpanii. Na Mundialu Dubó wystąpił we wszystkich trzech meczach z Austrią, RFN i Algierią. W 1983 po raz drugi uczestniczył w Copa América. Na turnieju Dubó wystąpił we wszystkich czterech meczach grupowych z Wenezuelą i Urugwajem.
Ostatni raz w reprezentacji Dubó wystąpił 29 października 1985 w zremisowanym 0-0 towarzyskim meczu z Paragwajem. Od 1977 do 1985 roku rozegrał w kadrze narodowej 46 spotkań, w których zdobył trzy bramki.